# David Teniers III
David Teniers III, né à Anvers le 10 juillet 1638 et mort à Bruxelles le 2 octobre 1685, est un peintre flamand. Il est le fils de David Teniers le Jeune et le petit-fils de David Teniers l'Ancien et apparenté à Jan Breughel l'Ancien.

## Biographie
Baptisé à Anvers le 10 juillet 1638, il se marie avec Anna Maria Bonnarens le 4 avril 1671 et devient père de cinq enfants. L'ainé, David Teniers IV (1672-1731) semble être lui aussi devenu un peintre.
De 1661 à 1663, il voyage à Madrid avec des lettres de recommandation à l'attention de Philippe IV.
Vers 1675, il déménage à Bruxelles pour s'y établir définitivement. Il termine sa carrière au 132 rue Haute dans la maison dite de Brueghel.
Il meurt dans cette ville le 2 octobre 1685.

## Œuvre

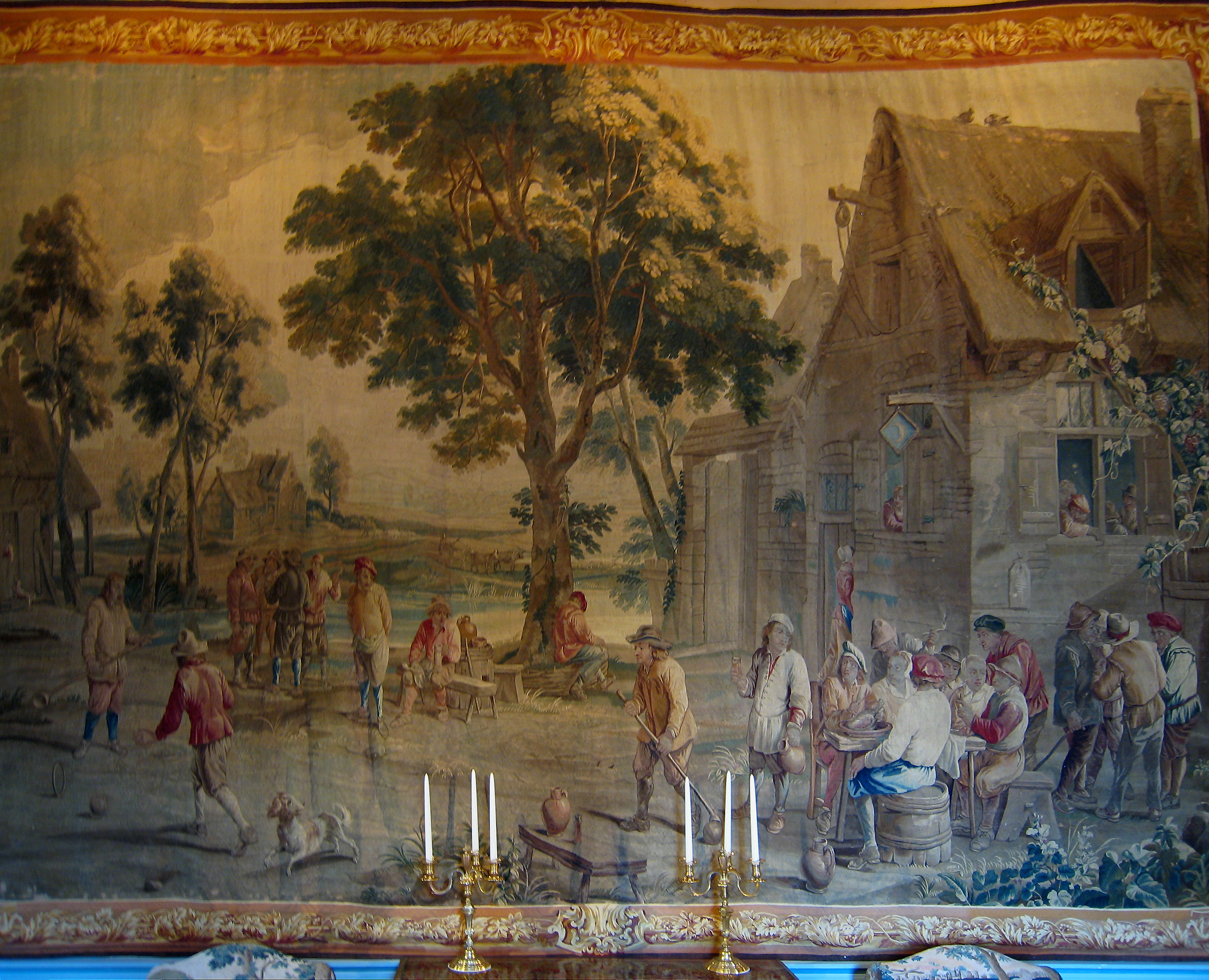
Joueurs de boules, tapisserie de David (Château de Cheverny).

L'œuvre de David Teniers III n'est pas très différente du style de son père, le plus célèbre des membres de la dynastie. Sa principale œuvre est la confection de nombreux cartons pour tapisserie aux motifs joyeux de la vie campagnarde popularisés par son père, et déjà pratiqués par son grand-père. Il peignait également des sujets religieux, des scènes de genre et des portraits.

### Œuvres conservées par leMusée du Prado
- Asalto a una plaza fuerte, huile sur toile, 65 × 82 cm (en dep. au siège de l'ONU à New York)
- Entrada triunfal de don Juan José de Austria, huile sur toile, 65 × 82 cm (en dep. au Ministère des Affaires étrangères, Madrid)
- Sorpresa a una plaza fuerte durante la noche, huile sur toile, 65 × 82 cm (en dep. au Ministère des Affaires Étrangères, Madrid)
- Triunfo de la eucaristía sobre la idolatría, huile sur toile, 180 × 285 cm, signé, 1673 (en dep. à l'Université de Saragosse)
- El sacrificio de la antigua ley, huile sur toile, 180 × 285 cm, signé, 1673 (en dep. à l'Université de Saragosse)
- Triunfo de la eucaristía sobre la herejía, huile sur toile, 181 × 331 cm, signé, 1673 (en dep. au Musée de Pontevedra)
- Triunfo de la eucaristía sobre la filosofía, huile sur toile, 180 × 285 cm, signé (en dep. au Musée de Pontevedra)

### Autres œuvres
- Joueurs de boules, tapisserie (Château de Cheverny)
- Le retour des pêcheurs, tapisserie (Château de Cheverny)
- La déploration du Christ avec saint François d'Assise et sainte Claire, huile sur toile (Musée du Louvre)
- Le Retour de L'Enfant Prodigue
- Saint Valentin agenouillé